# Orfeu Dourado
O Orfeu Dourado foi um festival internacional de música pop realizado entre 1965 e 1999. 
Realizado anualmente no Resort Costa do Sol foi o fórum musical mais popular do Bloco de Leste, apenas o Festival de Sanremo o superou em popularidade na Europa no século XX. Entre os participantes do fórum musical e da competição estavam Josephine Baker, Gilbert Bécaud, Ornella Vanoni, Alla Pugacheva, Gianni Morandi, Ricchi e Poveri, Julio Iglesias, Karel Gott, Mungo Jerry, Matia Bazar, Roy Orbison, Paco de Lucía, Boney M, Toto Cutugno, Boy George, 2 Unlimited, Philipp Kirkorov e muitos outros artistas famosos. 